# Explosão em silo no Paraná em 2023
A explosão de um silo na cidade de Palotina no interior do Paraná, ocorrido em 26 de julho de 2023, provocou a morte de 9 pessoas e deixou outras 11 feridas. O silo, utilizado para realizar a secagem de milho e capaz de estocar cerca de 11 mil toneladas de grãos, estava localizado na cooperativa C. Vale.

## Ocorrido
O acidente aconteceu à tarde em um túnel de transporte de grãos, enquanto os funcionários da cooperativa faziam a manutenção de uma das estruturas do local. Segundo o Corpo de Bombeiros do Estado do Paraná, o ambiente que originou a explosão era um espaço confinado e possuía partículas de grãos com potencial inflamável. O impacto gerado pela explosão, além de levar a óbito 8 haitianos, um brasileiro e deixar 11 feridos, acabou destruindo outros dois silos do empreendimento da cooperativa. O estrondo foi percebido pela vizinhança da região do evento e, segundo imagens gravadas por moradores de Palatino, foi possível sentir os efeitos há 2 quilômetros de distância.
Durante as atividades de busca das vítimas, mais de 35 socorristas e cães foram enviados a partir de cidades vizinhas, além de 14 bombeiros do Grupo de Operações de Socorro Tático (Gost) e de dois cães, providenciados por meio de dois aviões da Casa Militar pelo governo do Estado do Paraná.

## Possíveis causas
Segundo um especialista da Universidade Federal do Rio Grande do Sul (URGS), poeiras de grãos são altamente combustíveis e podem provocar explosões em espaços confinados quando há uma fonte de ignição. Segundo ele, que também é diretor da Associação Internacional de Engenharia de Explosivos, o corte ou solda de algum material durante a atividade de manutenção que estava sendo realizada no momento do incidente, pode ter originado o evento fatal.
A Polícia Civil do Estado do Paraná, o Ministério Público do Estado do Paraná e o Conselho Regional de Engenharia e Agronomia (CREA-PR) abriram processos para investigar em detalhes o ocorrido na cooperativa. O CREA levou ao local três fiscais e um engenheiro especialista em segurança do trabalho para apurar o caso.